# Ishockeyhjälm

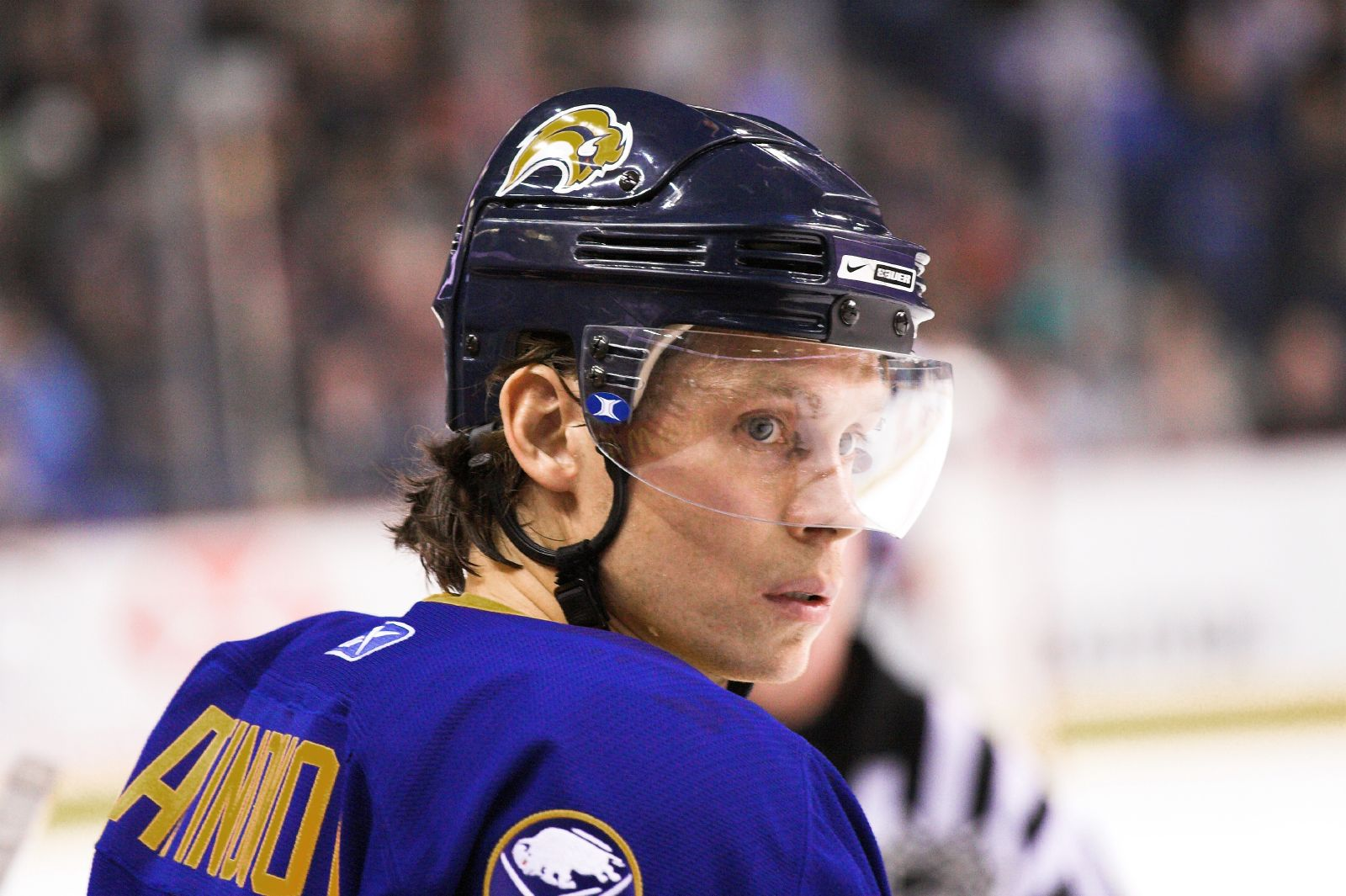
Den ryske ishockeyspelaren Maxim Afinogenov, Buffalo Sabres, i hjälm med visir.

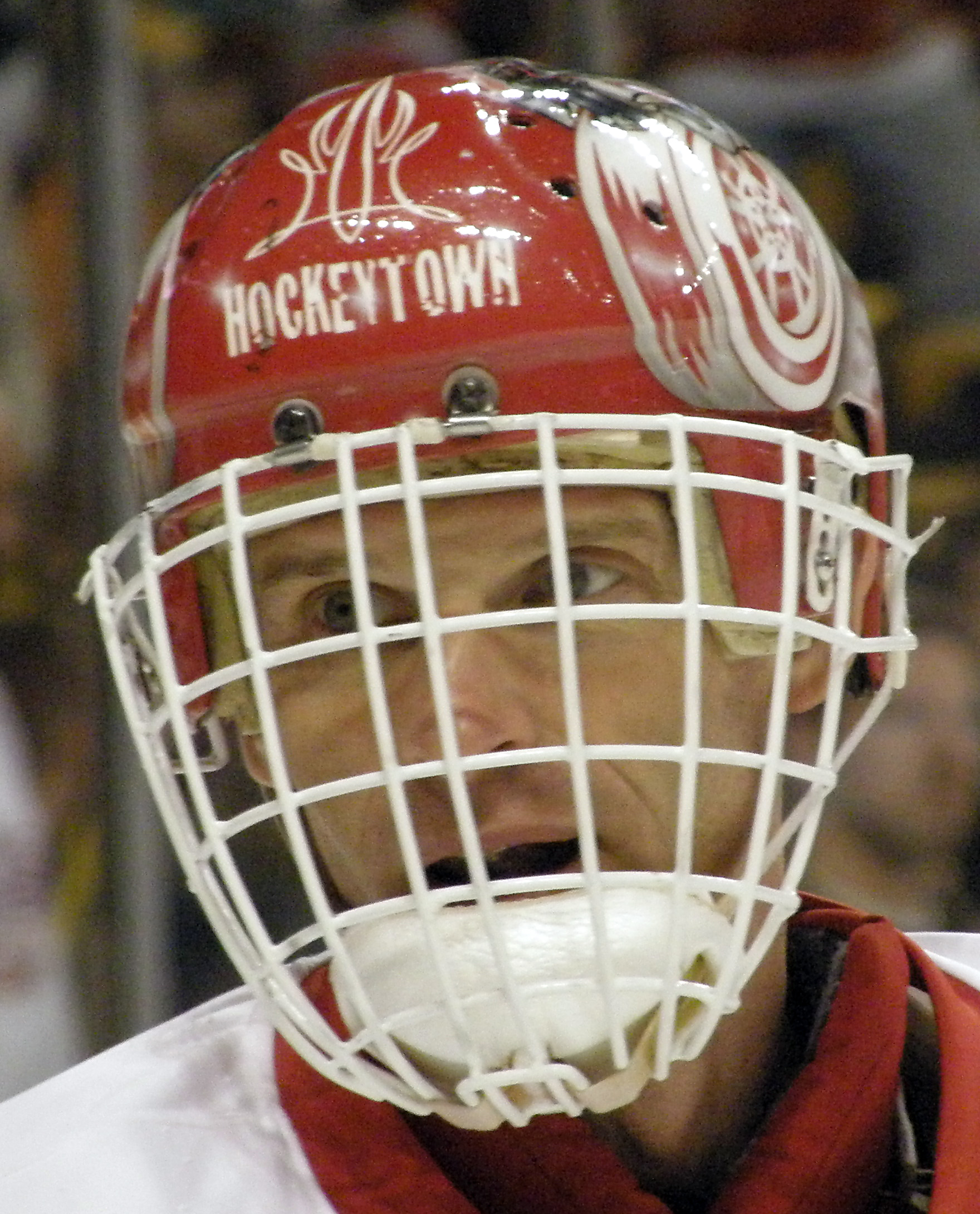
Målvakten Dominik Hašek, Detroit Red Wings, iförd hjälm med ansiktsgaller.

En ishockeyhjälm är en hjälm som används av ishockeyspelare för att skydda sig mot huvudskador. Fram till 1960-talet spelades ishockey utan hjälm, inte ens målvakterna hade några skydd för huvudet. 1959 när Montreal Canadiens målvakt Jacques Plante fick ett skott i ansiktet under en match kom han tillbaka i spel igen med en mask som han tidigare bara burit på träning. Bland utespelarna var backen Leonard ”Red” Kelly en av de första att använda hjälm så tidigt som 1960. Han deltog under slogan ”Kelly plays it safe” i en kampanj som lyckades driva fram ett hjälmtvång i Kanadas lokala ligor 1964.
I Europa hade Jofas hjälm blivit vanlig. I Sverige introducerade Sven Tumba Spaps-hjälmen och hjälmtvång infördes 1962. Ganska snart bar ishockeyspelare världen över hjälm. Överallt utom i NHL. Inte ens efter att Bill Masterton, Minnesota North Stars, dött under en match i januari 1968 fick hjälmen något genomslag i NHL. Genombrottet kom istället på 1970-talet när CCM lanserat sin HT2-modell. Först när NHL slogs samman med WHA 1979 beslutade ligans president, John Ziegler, om hjälmtvång för alla spelare. Dock fick spelare som påbörjat sin karriär före hjälmtvånget dispens att fortsätta utan hjälm något som Craig MacTavish utnyttjade fram till 1997. Sedan hjälmtvånget införts har hjälmarna blivit allt säkrare och i Sverige är det numer även obligatoriskt med visir på hjälmen.

## Regelboken
I Svenska Ishockeyförbundets regelbok framgår att hjälm med visir är obligatoriskt. En utespelare som tappar hjälmen måste sätta på sig den igen omedelbart eller bege sig till avbytarbänken. För målvakter gäller att de ska ha hjälm med heltäckande ansiktsskydd eller målvaktsmask. Tappar målvakten sin hjälm får han dock fortsätta spela, men spelet ska stoppas så fort möjligt. Även om målvakten träffas av ett hårt skott och blir omtöcknad eller så att spännena lossnar ska domaren stoppa spelet. Kommer målvakt eller utespelare in på isen utan eller med felaktigt fastsatt hjälm utdelas en utvisning enligt regeln Illegal equipment. Alla spelare J18 och yngre samt alla damspelare är skyldiga att ha heltäckande ansiktsskydd. Övriga spelare födda 1984 eller senare som enbart använder visir måste då även använda tandskydd. Även domaren är skyldig att bära hjälm.